# 國部克彦
國部 克彦（こくぶ かつひこ、1962年12月5日 - ）は、日本の会計学者（環境会計）。博士（経営学）（大阪市立大学・1993年）（学位論文「アメリカ経営分析発達史 財務比率を中心とする歴史的発展動向に関する研究」）。神戸大学大学院経営学研究科教授。専門は、社会環境会計・CSR経営・経営倫理。

## 経歴
西宮市生まれ。高槻高等学校を経て、1985年大阪市立大学商学部卒業、1990年同大学院経営学研究科後期博士課程単位取得退学、1993年「アメリカ経営分析発達史 財務比率を中心とする歴史的発展動向に関する研究」で大阪市立大学より博士（経営学）の学位を取得。
1990年大阪市立大学商学部助手、1991年講師、1993年助教授、1995年神戸大学経営学部助教授、99年経営学研究科助教授、2001年教授。2015年神戸大学経済経営学会会長。2014-2016年神戸大学大学院経営学研究科研究科長・経営学部学部長。2019-2021年神戸大学副学長。2020年神戸大学バリュースクール長。

## 著書

### 単著
- 『アメリカ経営分析発達史 －財務比率を中心とする歴史的発展動向に関する研究』白桃書房 1994
- 『環境会計』新世社 ライブラリ会計学最先端 1998
- 『社会と環境の会計学』中央経済社 1999
- 『アカウンタビリティから経営倫理へ　－経済を超えるために－』有斐閣 2017

### 共著
- 『IBMの環境経営 世界共通の環境マネジメント・システムでグローバルな対応を実践』山本和夫共著 東洋経済新報社 2001
- 『マテリアルフローコスト会計 環境管理会計の革新的手法』中嶌道靖共著 日本経済新聞社 2002
- 『環境経営・会計』伊坪徳宏、水口剛共著 有斐閣アルマ 2007
- 『環境経営イノベーションの理論と実践』植田和弘、岩田裕樹、大西靖共著 中央経済社 環境経営イノベーション 2010
- 『創発型責任経営　－新しいつながりの経営モデル－』西谷公孝、北田晧司、安藤光展共著　日本経済新聞社　2019

### 編著
- 『環境情報ディスクロージャーと企業戦略』角田季美枝共編著 東洋経済新報社 1999
- 『環境報告書の理論と実際 環境情報開示をどう進めるか』冨増和彦, 資源リサイクルシステムセンター共編 省エネルギーセンター 2000
- 『環境会計の理論と実践』編著 ぎょうせい 2001
- 『環境管理会計入門 理論と実践』編著 経済産業省産業技術環境局監修 産業環境管理協会 2004
- 『日本企業の環境報告 問い直される情報開示の意義』平山健次郎共編 地球環境戦略研究機関 (IGES) 関西研究センター著 省エネルギーセンター 2004
- 『環境会計の新しい展開』山上達人,向山敦夫共編著 白桃書房 2005
- 『環境経営のイノベーション 企業競争力向上と持続可能社会の創造』天野明弘、松村寛一郎、玄場公規共編著 生産性出版 2006
- 『実践マテリアルフローコスト会計』編著 産業環境管理協会 2008
- 『国際会計基準と日本の会計実務 比較分析/仕訳・計算例/決算処理 IFRS 3訂版』古賀智敏、鈴木一水、あずさ監査法人共編著 同文舘出版 2009
- 『環境経営 環境経営意思決定を支援する会計システム』編著 中央経済社 2011
- 『環境経営 社会環境情報ディスクロージャーの展開』編著 中央経済社 2013
- 『低炭素型サプライチェーン経営 MFCAとLCAの統合』伊坪徳宏、中嶌道靖、山田哲男共編著 中央経済社 2015
- 『社会環境情報ディスクロージャーの展開』編著 中央経済社 2016
- 『計算と経営実践  経営学と会計学の邂逅』澤邉紀生、松嶋登共編 有斐閣 2017
- 『CSRの基礎 企業と社会の新しいあり方』 神戸CSR研究会共編 中央経済社 2017
- 『マテリアルフローコスト会計の理論と実践』中嶌道靖共編 同文館出版 2018
- 『1からの管理会計』大西靖、東田明共編 碩学社/中央経済社 2020
- 『Sustainability Management and Business Strategy in Asia』 Y.Nagasaka共編 World Scientific 2020
- 『価値創造の考え方－期待を満足につなぐために』玉置久、菊池誠共編 日本評論社 2021
- 『価値創造の教育－神戸大学バリュースクールの挑戦』鶴田宏樹、祇園景子共編 神戸大学出版会 2021

### 監修
- 『環境報告書ガイドブック』森下研共監修 太田昭和センチュリー編著 東洋経済新報社 2000
- 『環境会計最前線 企業と社会のための実践的なツールをめざして』梨岡英理子共監修 地球環境戦略研究機関 (IGES) 関西研究センター編 省エネルギーセンター 2003

### 翻訳
- マイケル・パワー『監査社会 検証の儀式化』堀口真司共訳 東洋経済新報社 2003
- アンソニー・ホップウッド, ピーター・ミラー編著『社会・組織を構築する会計 欧州における学際的研究』岡野浩,柴健次共監訳 中央経済社 2003

## 論文
- CiNii>國部克彦